# Nuoto ai XIX Giochi asiatici - 1500 metri stile libero maschili
La gara dei 1 500 metri stile libero maschili di nuoto ai XIX Giochi asiatici si è svolta il 26 settembre 2023, durante i XIX Giochi asiatici, presso l'Hangzhou Olympic Sports Expo Center.

## Podio
| Pos.    | Atleta       | Nazione       |
| ------- | ------------ | ------------- |
| Oro     | Fei Liwei    | Cina          |
| Argento | Kim Woo-min  | Corea del Sud |
| Bronzo  | Shogo Takeda | Giappone      |

## Record
Prima della manifestazione il record del mondo (RM), il record asiatico (AS) e il record dei giochi (RC) erano i seguenti.
|  | 14'31"02 | Sun Yang | 4 agosto 2012 Londra       |
|  | 14'31"02 | Sun Yang | 4 agosto 2012 Londra       |
|  | 14'35"43 | Sun Yang | 18 novembre 2010 Guangzhou |

Durante la competizione non sono stati migliorati record. 

## Programma
| Data              | Ora (UTC+8) | Turno           |
| ----------------- | ----------- | --------------- |
| 26 settembre 2024 | 10:28       | Batteria lenta  |
| 26 settembre 2024 | 19:54       | Batteria veloce |

## Risultati
| Pos. | Batteria | Corsia | Atleta                      | Nazionalità   | Tempo    | Note |
| ---- | -------- | ------ | --------------------------- | ------------- | -------- | ---- |
|      | 2        | 4      | Fei Liwei                   | Cina          | 14'55"47 |      |
|      | 2        | 3      | Kim Woo-min                 | Corea del Sud | 15'01"07 |      |
|      | 2        | 6      | Shogo Takeda                | Giappone      | 15'03"29 |      |
| 4    | 2        | 5      | Nguyễn Huy Hoàng            | Vietnam       | 15'04"06 |      |
| 5    | 2        | 7      | Wang Ziyang                 | Cina          | 15'12"49 |      |
| 6    | 2        | 2      | Ikki Imoto                  | Giappone      | 15'14"27 |      |
| 7    | 1        | 5      | Aryan Nehra                 | India         | 15'20"91 |      |
| 8    | 1        | 4      | Ratthawit Thammananthachote | Thailandia    | 15'35"48 |      |
| 9    | 2        | 8      | Kushagra Rawat              | India         | 15'44"61 |      |
| 10   | 1        | 6      | Kwok Chun Hei               | Hong Kong     | 16'21"69 |      |
| 11   | 1        | 3      | He Shing Ip                 | Hong Kong     | 16'21"74 |      |
| 12   | 1        | 5      | Nicholas Karel Subagyo      | Indonesia     | 16'40"67 |      |
| 13   | 1        | 2      | Abdulla Al-Khaldi           | Qatar         | 17'21"61 |      |
| 14   | 1        | 7      | Düürenbayaryn Törmönkh      | Mongolia      | 17'49"67 |      |